# Frankie (film 2019)
Frankie è un film del 2019 scritto e diretto da Ira Sachs.

## Trama
Una famiglia europea si trova a Sintra, in Portogallo, per un'ultima vacanza. Nel corso del soggiorno verranno a galla fratture e sentimenti profondi.

## Distribuzione
La pellicola è stata presentata in concorso al Festival di Cannes 2019 e distribuita nelle sale cinematografiche francesi a partire dal 28 agosto dello stesso anno.

## Riconoscimenti
- 2019 - Festival di Cannes[1]
  - In competizione per la Palma d'oro
  - In competizione per la Queer Palm